# 長島武夫
長島 武夫（ながしま たけお、1907年4月15日 - 没年不詳）は、日本の俳優、殺陣師である。本名同じ。永島 猛男、長嶋 武夫、長島 武雄、長島 たけおと表記に揺れがある。

## 来歴・人物
1907年4月15日、東京市牛込区（現在の東京都新宿区）に生まれる。
1923年、早稲田実業学校（現在の早稲田大学系属早稲田実業学校高等部）を中退して神田銀行に就職するが、俳優を志し1925年6月に退職。同年、帝国キネマの残党による東邦映画の二枚目俳優葛木香一に弟子入りしたが、間も無く倒産する。同年9月、葛木の日活大将軍撮影所入社に従い、長島も大将軍撮影所時代劇部に入社する。1926年公開の市川市丸主演映画『姫小姓弥源太』に小姓・浦田準之助役で映画デビュー。以後、多くの作品に助演する。1927年、松竹下加茂撮影所に移籍して、衣笠貞之助監督映画『弁天小僧』などに助演する。1938年、東宝に移り、ここでも多数の作品に助演する。当初は永島猛男という芸名で活動していたが、後に長島武夫に戻している。
戦後も東宝、新東宝の多くの作品に出演していたが、1961年公開の本多猪四郎監督映画『モスラ』が最後の出演映画である。また後に長島たけおと改名して殺陣師に転向したが、1972年に放映された読売テレビ系列のテレビドラマ『マドモアゼル通り』まで出演作品が確認出来る。しかし、以後の消息は不明である。没年不詳。

## 出演作品
- 大久保彦左衛門（1927年、日活大将軍） - 都築之馬
- 破れ編笠（1927年、衣笠映画聯盟） - 渥美武四郎
- 道中双六船（1928年、衣笠映画聯盟）
- 若衆髷（1928年、衣笠映画聯盟）
- 箕輪心中（1929年、松竹下加茂） - 黒川左治馬
- 斬人斬馬剣（1929年、松竹京都） - 浪士
- 血祭（1929年、松竹下加茂）
- 荒木又右衛門（1930年、松竹下加茂）乾分惣次
- 関の弥太っぺ（1930年、松竹下加茂） - 平木豆蔵
- 世直し大明神（1932年、松竹下加茂） - 三河屋半次
- 青頭巾（1932年、松竹下加茂） - 古石場の三平
- 旅の風来坊（1932年、松竹下加茂） - 梨村初蔵
- 陸軍大行進（1932年、松竹蒲田・下加茂） - 勤王の志士
- 怪談 ゆうなぎ草紙（1932年、松竹下加茂） - 箱屋藤蔵
- 忠臣蔵 前篇 赤穂京と巻（1932年、松竹下加茂） - 武林唯七
- 忠臣蔵 後篇 江戸の巻（1932年、松竹下加茂） - 武林唯七
- 返り討崇禅寺馬場（1933年、松竹下加茂） - 安藤喜八郎
- 蹴手繰り音頭 前篇（1935年、松竹下加茂） - 穴峰
- 蹴手繰り音頭 後篇（1935年、松竹下加茂） - 穴峰
- あさぎり峠（1936年、松竹御室） - 国平
- 夜の鳩（1937年、J.O.） - 源さん
- 南国太平記（1937年、J.O.） - 竹公
- 東海美女伝（1937年、J.O.） - 是枝九内
- 長曽禰虎徹（1938年、東宝映画京都） - 大工三公
- 月下の若武者（1938年、東宝映画京都） - 姫ノ従者A
- 忠臣蔵 前篇（1939年、東宝映画東京） - 三輪弥九郎
- 忠臣蔵 後篇（1939年、東宝映画東京） - 三輪弥九郎
- 支那の夜 前篇（1940年、東宝映画東京） - 柳井
- 支那の夜 後篇（1940年、東宝映画東京） - 柳井
- 続 蛇姫様（1940年、東宝映画東京） - 道具方
- 長谷川・ロッパの 家光と彦左（1941年、東宝映画東京） - 四天皇
- 白鷺（1941年、東宝映画東京） - 金魚売
- 阿波の踊子（1941年、東宝映画京都）
- エノケンの金太売り出す（1941年、東宝映画東京） - 鳶辰
- 伊那の勘太郎（1943年、東宝映画） - 重兵衛乾分
- 愛の世界 山猫とみの話（1943年、東宝映画）
- 生きる（1952年、東宝） - 環境衛生係職員※ノンクレジット
- 夕立勘五郎（1953年、東宝） - 安吉
- 柳生武芸帳 双竜秘剣（1958年、東宝）
- ふんどし医者（1960年、東宝）
- 大阪城物語（1961年、東宝）
- モスラ（1961年、東宝） - インファント島民[1]